# Чувар (1. део)
Епизода Чувар (1. део) је 23. епизода 10. сезоне серије "МЗИС: Лос Анђелес". Премијерно је приказана 12. маја 2019. године на каналу ЦБС.

## Опис
Сценарио за епизоду је писао Р. Скот Џемил, а режирао ју је Џон Питер Кјузакис.
Кален и Сем су отпутовали на БСД Савез у Персијском заливу како би радили са капетаном војним Хармоном Рабом мл. када је екипа открила терористичку претњу на војним областима.
У овој епизоди се појављује капетан Хармон Раб мл.. 

## Ликови

### Из серијеМЗИС: Лос Анђелес
- Крис О’Донел као Гриша Кален
- Данијела Руа као Кензи Блај
- Ерик Кристијан Олсен као Мартин А. Дикс
- Берет Фоа као Ерик Бил
- Рене Фелис Смит као Нел Џоунс
- Линда Хант као Хенријета Ленг
- Ел Ел Кул Џеј као Сем Хана

### Из серијеВојни адвокати
- Дејвид Џејмс Елиот као Хармон Раб мл.